# Banarottjärnen, Medelpad
Banarottjärnen är en sjö i Timrå kommun i Medelpad och ingår i Indalsälvens huvudavrinningsområde.